# Make It or Break It
Make It or Break It (také znám jako MIOBI) je americký televizní seriál, soustředěný na život gymnastek, které se snaží dostat na Olympijské hry. Seriál byl inspirován filmem z roku 2006 Rebelka. Premiéra se konala na stanici ABC Family 22. června 2009 a sledovalo ji 2,5 milionů diváků. 27. července 2009 bylo objednáno dalších 10 epizod, které se začaly vysílat 4. ledna 2010. V lednu 2010 získal seriál druhou sérii, která měla premiéru 28. června 2010. Třetí a poslední řada seriálu byla objednána 16. září 2011, premiéru měla 26. března 2012. Finálová epizoda byla vysílána 14. května 2012.
Tvůrcem seriálu je Holly Sorensen, která s Paulem Stupinem a Johnem Ziffrenem sloužila jako exkluzivní producentka.
Seriál se vysílal ve Spojeném království, Kanadě, Indii, Austrálii, Malajsii a na Novém Zélandu.

## Děj
Seriál sleduje Payson Keller (Ayla Kell), Kaylie Cruz (Josie Loren) a Lauren Tanner (Cassie Scerbo), profesionální gymnastky, které trénují v nejlepší tělocvičně v zemi "Rocky Mountain Gymnastics Trainging Center" (nebo "The Rock") v Boulder v Coloradu a doufají, že vyhrají olympijské zlato na Olympiádě v Londýně. Připojuje se k nim nováček Emily Kmetko (Chelsea Hobbs), netrénovaná gymnastka. Je prozrazeno, že její rodina má problémy s penězi a proto musí pracovat v restauraci, aby získala peníze a mohla tak obdržet stipendium a pokračovat v gymnastice.

## Obsazení

### Hlavní role
- Josie Loren jako Kaylie Cruz
- Ayla Kell jako Payson Keeler
- Cassie Scerbo jako Lauren Tanner
- Chelsea Hobbs jako Emily Kmetko
- Candace Cameron Bure jako Summer van Horne
- Neil Jackson jako Sasha Belov
- Anthony Starke jako Steve Tanner
- Peri Gilpin jako Kim Keeler
- Susan Ward jako Chloe Kmetko
- Johnny Pacar jako Damon Young
- Dondre Whitfeld jako Trenér McIntire (Mac)

### Vedlejší role
- Rosa Blasi jako Ronnie Cruz
- Jason Manuel Olazabal jako Alex Cruz
- Brett Cullen jako Mark Keeler
- Nicole Gale Anderson jako Kelly Parker
- Zachary Burr Abel jako Carter Anderson
- Nico Tortorella jako Razor
- Michelle Clunie jako Ellen Beals
- Mia Rose Frampton jako Rebecca "Becca" Keeler
- Marcus Coloma jako Leo Cruz
- Cody Longo jako Nicky "Nick" Russo
- Erik Palladino jako Martin "Marty" Walsh
- Marsha Thomason jako Mary Jan "MJ" Martin
- Wyatt Smith jako Brian Kmetko
- Meagan Holder jako Darby Conrad
- Joshua Bowman jako Max Spencer
- Kathy Najimy jako Sheila Baboyon
- Zane Holtz jako Austin Tucker
- Chelsea Taveres jako Jordan Randall
- Amanda Leighton jako Wendy Capshaw
- Tom Maden jako Rigo
- Russel Pitts jako Jake

## Epizody
| Série | Počet epizody | Premiéra        | Premiéra         | TV sezóna |
| Série | Počet epizody | První epizoda   | Poslední epizoda | TV sezóna |
| ----- | ------------- | --------------- | ---------------- | --------- |
| 1.    | 20            | 22. června 2009 | 8. března 2010   | 2009-2010 |
| 2.    | 20            | 28. června 2010 | 23. května 2011  | 2010-2011 |
| 3.    | 8             | 26. března 2012 | 14. května 2012  | 2012      |

### Na DVD
Walt Disney Studios Home Entertainment vydalo prvních deset epizod v setu nazvaném Make It or Break It - Volume 1: Extandet Edidtion. DVD obsahovalo bonusové materiály: vymazané scény, nikdy-neviděné finále a další. 4. ledna 2011 bylo vydáno Volume 2 a 3. května 2011 Season 2, Volume 3.

## Vysílání
Seriál se vysílal na stanici E4 ve Spojeném království, ABC Spark v Kanadě, Zee Café v Indii, Fox8 v Austrálii,RTM2 v Malajsii a na TV2 na Novém Zélandu.

## Ocenění a nominace
| Rok  | Ocenění             | Kategorie                                                        | Nominovaný          | Výsledek  |
| ---- | ------------------- | ---------------------------------------------------------------- | ------------------- | --------- |
| 2009 | Teen Choice Awards  | Letní TV show                                                    | Make It or Breat It | nominace  |
| 2010 | Gracie Allen Awards | Výborné ženské vystoupení v dramatickém seriálu ve vedlejší roli | Peri Gilpin         | vítězství |
| 2010 | Teen Choice Awards  | Nejlepší letní televizní show                                    | Make It or Break It | nominace  |
| 2010 | Teen Choice Awards  | Nejlepší letní televizní hvězda - muž                            | Zachary Burr Abel   | nominace  |
| 2010 | Teen Choice Awards  | Nejlepší letní televizní hvězda - žena                           | Josie Loren         | nominace  |
| 2011 | Teen Choice Awards  | Nejlepší TV drama                                                | Make It or Breat It | nominace  |
| 2011 | Teen Choice Awards  | Nejlepší herečka v televizním dramatickém seriálu                | Josie Loren         | nominace  |